# Newman Samuel
Newman Samuel (St. Louis, 9 settembre 1880 – Chicago, 30 maggio 1944) è stato un tuffatore statunitense.
Partecipò alla gara di tuffi per distanza ai Giochi olimpici di Saint Louis 1904, in cui giunse quarto.